# Épisodes des Enquêtes de Vera
Cet article présente le guide des épisodes de la série télévisée britannique Les Enquêtes de Vera (Vera).

## Première saison (2011)

### Épisode 1:Des vérités cachées
- Royaume-Uni : 1er mai 2011 sur ITV
- France : 11 janvier 2015 sur France 3

- Royaume-Uni : 6,75 millions de téléspectateurs (première diffusion)
- France : 3,87 millions de téléspectateurs[2] (première diffusion)

- Neil Armstrong (Gary Wright)
- Juliet Aubrey (Felicity Calvert)
- Craig Conway (Davy Sharp)
- Philip Correia (Ben Craven)
- Sam Fender (Luke Armstrong)
- Murray Head (Peter Calvert)
- Paul Higgins (Clive Stringer)
- Jim Kitson (Charlie)
- Gina McKee (Julie Armstrong)
- Samantha Neale (Lily Marsh)
- Gabrielle Ross (Laura Armstrong)
- Louis Shergold (James Calvert)
- Rosie Stancliffe (Lucie)
- Patrick Toomey (Samuel Parr)

### Épisode 2:Morts sur la lande
- Royaume-Uni : 8 mai 2011 sur ITV
- France : 11 janvier 2015 sur France 3

- Royaume-Uni : 6,57 millions de téléspectateurs (première diffusion)
- France : 2,21 millions de téléspectateurs[3] (première diffusion)

- Amber Britton-Dyer (Abby Mantel)
- Lolita Chakrabarti (Caroline Fletcher)
- Elizabeth Edmonds (Mary Winter)
- Emun Elliott (James Bennett)
- Katie Foster-Barnes (Emma Bennett)
- Gary Lewis (Robert Winter)
- Sarah Preston (Jeannie Long)
- Daniel Rose (Chris Winter)
- Hugo Speer (Keith Mantel)
- Alan Williams (Michael Long)

### Épisode 3:Le Piège à corbeaux
- Royaume-Uni : 15 mai 2011 sur ITV
- France : 18 janvier 2015 sur France 3

- Royaume-Uni : 6,58 millions de téléspectateurs (première diffusion)
- France : 2,92 millions de téléspectateurs[4] (première diffusion)

- Elizabeth Carling (Bev MacDonald)
- Amy Cudden (Grace Bishop)
- Daniel Flynn (Godfrey Waugh)
- Jane Holman (Bella Furness)
- John Lynch (Edmund Fulwell)
- Jack McBride (Dougie Furness)
- Daniela Nardini (Anne Preece)
- Skyla Pearce (May Waugh)
- Richard Short (Neville Furness)
- Susie Trayling (Barbara Waugh)
- Mia Wyles (Jessie Ashworth)

### Épisode 4:Sauvé des eaux
- Royaume-Uni : 22 mai 2011 sur ITV
- France : 18 janvier 2015 sur France 3

- Royaume-Uni : 6,51 millions de téléspectateurs (première diffusion)
- France : 1,90 million de téléspectateurs[5] (première diffusion)

- Tim Dutton (Aidan Carmichael)
- Sam Jarvis (Adam Wilde)
- Judi Earl (Theresa)
- Kerry Fox (Patricia Carmichael)
- Emma Lowndes (Renagh Salter)
- Laura Norton (Margaret Wilde)
- Kieran O'Brien (Bobby Salter)
- Joe Renton (Danny Hale)
- Renu Setna (Amnit Singh)
- Alice Sykes (Sorcha Carmichael)
- Andrew Tennant (Docteur Tim Lawson)

## Deuxième saison (2012)

### Épisode 1:La Position du fantôme
- Royaume-Uni : 22 avril 2012 sur ITV
- France : 25 janvier 2015 sur France 3

- Royaume-Uni : 6,12 millions de téléspectateurs (première diffusion)
- France : 2,99 millions de téléspectateurs[6] (première diffusion)

- Jessica Barden (Stella Macken)
- Sonya Cassidy (Celine Ashworth)
- Ron Cook (Brian Gower)
- Julie Graham (Marianne Gower)
- Steven Hartley (Sergent Stuart Macken)
- Rose Leslie (Lena Holgate)
- Nina Sosanya (Superintendant Rachel Waite)
- Richard Stacey (Grant Bellowes)
- Brogan West (Dougie Cranham)
- Emily Woof (Janice Ronson)

Vera retrouve Stuart,  son premier sergent, après l'incendie de sa maison et  l'agression sur sa fille Stella. Mais il se suicide. Vera ne savait pas qu'il allait vraiment mal. Il y a une enquête sur la mort de Stuart. Vera et son équipe enquêtent sur l'auteur de l'incendie et l'agression. 
La position du fantôme est une posture de danse, quand on danse sans partenaire. Vera le découvre sur un dessin.

### Épisode 2:Voix silencieuses
- Royaume-Uni : 29 avril 2012 sur ITV
- France : 25 janvier 2015 sur France 3

- Royaume-Uni : 6,53 millions de téléspectateurs (première diffusion)
- France : 2,11 millions de téléspectateurs[7] (première diffusion)

- Hannah Britland (Hannah Lister)
- Daymon Britton (Danny Shaw)
- Antony Byrne (Craig)
- Stephanie Carey (Jenny Lister)
- Penny Downie (Veronica Eliot)
- Pat Dunn (Irene)
- Sandra James-Young (Mel)
- Abigail Johnston (Alice Masters)
- Daniel Lapaine (Michael Morgan)
- Adelle Leonce (Yasmin)
- James Rastall (Simon Eliot)
- Emma Rydal (Mattie Jones)
- Kelly Scott (Kaye)
- Kaye Wragg (Connie Masters)

L'assistante sociale Jenny Lister est assassinée alors qu'elle nage. Tout le monde parle de Jenny comme si elle était parfaite, suscitant les soupçons de Vera, surtout quand elle apprend que Jenny écrivait un livre sur certains de ses cas.
L'eau est le lieu des crimes de cette histoire. 

### Épisode 3:Le Bon Samaritain
- Royaume-Uni : 20 mai 2012 sur ITV
- France : 1er février 2015 sur France 3

- Royaume-Uni : 6,98 millions de téléspectateurs (première diffusion)
- France : 3,52 millions de téléspectateurs[8] (première diffusion)

- James Burrows (Charlie)
- Sean Campion (Guthrie)
- Gary Cargill (Lester)
- Sonya Cassidy (Celine Ashworth)
- Phyllis Logan (Shirley)
- John McArdle (Marty)
- Billy McColl (Andy Meadows)
- Judy Parfitt (Maggie)
- Charles Ramsay (Niall Coulter)
- Frieda Thiel (Roxy)
- Mia Wyles (Jessie)

### Épisode 4:Les Démineurs
- Royaume-Uni : 3 juin 2012 sur ITV
- France : 1er février 2015 sur France 3

- Royaume-Uni : 5,83 millions de téléspectateurs (première diffusion)
- France : 2,17 millions de téléspectateurs[9] (première diffusion)

- Ben Aldridge (Ollie / Alex Barton)
- Naomi Bentley (Laura Deverson)
- Anna Bolton (La femme du sergent)
- Clare Calbraith (Capitaine Shepherd)
- Sonya Cassidy (Celine Ashworth)
- Simon Chandler (Keith Barton)
- Steven Cree (Caporal Vince Grafton)
- John Duttine (Lieutenant Colonel Chapell)
- Barbara Marten (Diane Barton)
- Barry McGee (Sergent Deverson)
- Alex Price (Caporal O'Connor)
- Adnan Sarwar (Sergent)
- Mia Wyles (Jessie Ashworth)

## Troisième saison (2013)

### Épisode 1:Des châteaux en Espagne
- Royaume-Uni : 25 août 2013 sur ITV
- France : 8 février 2015 sur France 3

- Neil Armstrong (Gary Wright)
- Alexander Arnold (Sam Bishop)
- Will Ahscroft (L'avocat d'office)
- Cassie Atkinson (Tina Robson)
- Leah Brotherhead (Maisie Jones)
- Ian Cairns (L'avocat de Tim)
- Alex Shilds (Kirsty Hopkins)
- Shaun Dingwall (Justin Bishop)
- Nicholas Leaves (Tim Hopkins)
- John Light (Andrew Franks)
- Nicholas Lumley (Derek)
- Richard Riddell (Robert Doran)
- Vinette Robinson (Corinne Franks)

### Épisode 2:La Fillette sous les décombres
- Royaume-Uni : 1er septembre 2013 sur ITV
- France : 8 février 2015 sur France 3

- Dean Andrews (Jonah Regan)
- Reece Andrews (Dan Marsden)
- Shifaa Arfan (Mira Marsden)
- Lucy Black (Judy Mann)
- Amir Boutrous (Malik Saleh)
- Amy Cameron (Karen Marsden)
- Cheryl Marie Dickson (Lucia Webb)
- Jade Knox-Griffiths (Meg)

### Épisode 3:Les Jeunes Dieux
- Royaume-Uni : 8 septembre 2013 sur ITV
- France : 15 février 2015 sur France 3

- Maureen Beattie (Docteur Vivienne Ripman)
- Rebecca Benson (Ruthie Culvert)
- Kenneth Colley (Ronald Devreux)
- Rita Davies (Soeur Benedict)
- Matilda Ziegler (Mary Culvert)
- Jodie Comer (Izzy Rawlins)
- Mark Quartley (Jamie Levinson)
- Kevin Trainor (Kit O'Dowd)
- Pippa Bennett-Warner (Soeur Claire)

### Épisode 4:Le Fils prodigue
- Royaume-Uni : 15 septembre 2013 sur ITV
- France : 15 février 2015 sur France 3

- Christine Bottomley (Lisa Strachan)
- Liam Cunningham (Sam Harper)
- Jill Halfpenny (Maggie Warnock)
- Ralph Ineson (Ross Strachan)
- James Anthony Pearson (Reece McMurray)
- Jeany Spark (Agnes Lennox)
- Sophie Stuckey (Eva Harper)
- Emily Taaffe (Janna Jeffries)

## Quatrième saison (2014)

### Épisode 1:À une amie blessée
- Royaume-Uni : 27 avril 2014 sur ITV
- France : 31 janvier 2016 sur France 3

- Eva Birthistle (Kate Darrow)
- Alistair Petrie (Stuart Bayliss)
- William Rush (Ryan Darrow)
- Olivia Jack (Chloe Darrow)
- Paul Copley (Malcolm Kenrich)
- Sean McKenzie (George Everitt)
- Tilly Vosburg (Dee Sinton)
- Lynn Farleigh (Valerie Furlow)
- Annabel Leventon (Margaret Kraszewski)

### Épisode 2:Un secret de famille
- Royaume-Uni : 4 mai 2014 sur ITV
- France : 7 février 2016 sur France 3

- Christopher Villiers (Noel Underwood)
- John Woodvine (Alan Kenworthy)
- Dave Hill (Larry Crowe)

### Épisode 3:Le Baptême du sang
- Royaume-Uni : 11 mai 2014 sur ITV
- France : 14 février 2016 sur France 3

### Épisode 4:Mort d'un père de famille
- Royaume-Uni : 18 mai 2014 sur ITV
- France : 21 février 2016 sur France 3

## Cinquième saison (2015)

### Épisode 1:Le Feu de la rancune
- Royaume-Uni : 5 avril 2015 sur ITV
- France : 28 février 2016 sur France 3

### Épisode 2:De vieilles blessures
- Royaume-Uni : 12 avril 2015 sur ITV
- France : 6 mars 2016 sur France 3

### Épisode 3:Eaux troubles
- Royaume-Uni : 19 avril 2015 sur ITV
- France : 13 mars 2016 sur France 3

### Épisode 4:Les Liens du sang
- Royaume-Uni : 26 avril 2015 sur ITV
- France : 20 mars 2016 sur France 3

## Sixième saison (2016)

### Épisode 1:Une vie sous silence
- Royaume-Uni : 31 janvier 2016 sur ITV
- France : 13 novembre 2016 sur France 3

### Épisode 2:L'Homme des cavernes
- Royaume-Uni : 7 février 2016 sur ITV
- France : 20 novembre 2016 sur France 3

### Épisode 3:Chasseurs de papillons
- Royaume-Uni : 14 février 2016 sur ITV
- France : 27 novembre 2016 sur France 3

### Épisode 4:L'Adieu en mer
- Royaume-Uni : 21 février 2016 sur ITV
- France : 4 décembre 2016 sur France 3

## Septième saison (2017)

### Épisode 1:Sélection naturelle
- Royaume-Uni : 19 mars 2017 sur ITV
- Suisse : 8 juillet 2017 sur RTS Un
- France : 29 octobre 2017 sur France 3

### Épisode 2:Ange Noir
- Royaume-Uni : 26 mars 2017 sur ITV
- Suisse : 15 juillet 2017 sur RTS Un
- France : 26 novembre 2017 sur France 3

### Épisode 3:Des révélations qui dérangent
- Royaume-Uni : 2 avril 2017 sur ITV
- Suisse : 22 juillet 2017 sur RTS Un
- France : 12 novembre 2017 sur France 3

### Épisode 4:Une prison de terre
- Royaume-Uni : 9 avril 2017 sur ITV
- Suisse : 29 juillet 2017 sur RTS Un
- France : 19 novembre 2017 sur France 3

## Huitième saison (2018)
Les quatre épisodes de cette saison ont été diffusés au Royaume-Uni du 7 au 28 janvier 2018 sur ITV.

### Épisode 1:Du sang et des os
- Royaume-Uni : 7 janvier 2018 sur ITV
- France :  21 octobre 2018 sur France 3
- Suisse :

### Épisode 2:Sortie de route
- Royaume-Uni : 14 janvier 2018 sur ITV
- France :  28 octobre 2018 sur France 3
- Suisse :  sur RTS Un

### Épisode 3:Fille de personne
- Royaume-Uni : 21 janvier 2018 sur ITV
- France :  4 novembre 2018 sur France 3
- Suisse :

### Épisode 4:Un garçon solitaire
- Royaume-Uni : 28 janvier 2018 sur ITV
- France :  11 novembre 2018 sur France 3
- Suisse :

## Neuvième saison (2019)
Les quatre épisodes de cette saison ont été diffusés au Royaume-Uni du 13 au 3 février 2019 sur ITV.

### Épisode 1:Angle mort
- Royaume-Uni : 13 janvier 2019 sur ITV
- Belgique : 13 janvier 2019 sur La Une
- France :  24 novembre 2019 sur France 3
- Suisse :

- Royaume-Uni : 8,63 millions de téléspectateurs (première diffusion)
- France : 3,74 millions de téléspectateurs (15,9 %)[11] (première diffusion)

### Épisode 2:Parasite
- Royaume-Uni : 20 janvier 2019 sur ITV
- Belgique : 19 octobre 2019 sur La Une
- France : 1er décembre 2019 sur France 3
- Suisse :

- Royaume-Uni : 8,37 millions de téléspectateurs (première diffusion)
- France : 4,027 millions de téléspectateurs (17 %)[12] (première diffusion)

### Épisode 3:Trois sœurs
- Royaume-Uni : 27 janvier 2019 sur ITV
- Belgique : 2 novembre 2019 sur La Une
- France : 8 décembre 2019 sur France 3
- Suisse :

- Royaume-Uni : 8,50 millions de téléspectateurs (première diffusion)
- France : 3,982 millions de téléspectateurs (17,5 %)[13] (première diffusion)

### Épisode 4:Une histoire ancienne
- Royaume-Uni : 3 février 2019 sur ITV
- Belgique : 9 novembre 2019 sur La Une
- France : 15 décembre 2019 sur France 3
- Suisse :

- Royaume-Uni : 8,43 millions de téléspectateurs (première diffusion)
- France : 4,084 millions de téléspectateurs (16,8 %)[14] (première diffusion)

## Dixième saison (2020)
Les quatre épisodes de cette saison ont été diffusés au Royaume-Uni du 12 janvier 2020 au 2 février 2020 sur ITV.

### Épisode 1:Le testament du sang
- Royaume-Uni : 12 janvier 2020 sur ITV
- France :  8 novembre 2020 sur France 3

- Royaume-Uni : 8,59 millions de téléspectateurs (première diffusion)
- France : 4,013 millions de téléspectateurs (16,1 %)[15] (première diffusion)

- Jonathan Spencer (Freddie Gill)
- Charlotte Pyke (Jade Gill)
- Josh Barrow (Riley Gill)
- Marian Mc Loughlin (Tina Tripp)
- Brian Lonsdale (Lee Tripp)
- Barry Aird (Darren Tripp)

### Épisode 2:Parent inespéré
- Royaume-Uni : 19 janvier 2020 sur ITV
- France : 15 novembre 2020 sur France 3

- Royaume-Uni : 7,98 millions de téléspectateurs (première diffusion)
- France : 3,930 millions de téléspectateurs (16 %)[17] (première diffusion)

### Épisode 3:Pas si propre
- Royaume-Uni : 26 janvier 2020 sur ITV
- France : 22 novembre 2020 sur France 3

- Royaume-Uni : 8,21 millions de téléspectateurs (première diffusion)
- France : 4,003 millions de téléspectateurs (16 %)[18] (première diffusion)

### Épisode 4:Pari perdant
- Royaume-Uni : 2 février 2020 sur ITV
- France :  29 novembre 2020 sur France 3

- Royaume-Uni : 8,40 millions de téléspectateurs (première diffusion)
- France : 3,836 millions de téléspectateurs (15,6 %)[19] (première diffusion)

## Onzième saison (2021/2022)
Une saison 11 composée de six épisodes est en cours de tournage en 2021. ITV a diffusé les deux premiers épisodes en Grande-Bretagne en août et septembre 2021 et en France cet automne 2021. Mais les fans seront déçus, car les quatre autres ne sont prévus que pour 2022.

### Épisode 1:Le témoin idéal
- Royaume-Uni : 29 août 2021 sur ITV
- France :  28 novembre 2021 sur France 3

- Royaume-Uni : 7,66 millions de téléspectateurs (première diffusion)
- France : 3,83 millions de téléspectateurs (17,6 %)[21] (première diffusion)

### Épisode 2:La voie de la guérison
- Royaume-Uni : 5 septembre 2021 sur ITV
- France : 5 décembre 2021 sur France 3

- Royaume-Uni : 7,10 millions de téléspectateurs (première diffusion)
- France : 3,48 millions de téléspectateurs (15,5 %)[23] (première diffusion)

### Épisode 3:De mère en fils
- Royaume-Uni : 9 janvier 2022 sur ITV
- France : 4 septembre 2022 sur France 3

- Royaume-Uni : 7,65 millions de téléspectateurs (première diffusion)
- France :

### Épisode 4:À vol d'oiseau
- Royaume-Uni : 16 janvier 2022 sur ITV
- France : 11 septembre 2022 sur France 3

- Royaume-Uni : 7,58 millions de téléspectateurs (première diffusion)
- France :

### Épisode 5:Urgence médicale
- Royaume-Uni :
- France : 18 septembre 2022 sur France 3

- Royaume-Uni :
- France :

### Épisode 6:Au gré du vent
- Royaume-Uni :
- France : 25 septembre 2022 sur France 3

- Royaume-Uni :
- France :

## Douzième saison (2023)
ITV avait annoncé que une 12e saison avait été mise en production et que le tournage avait commencé en mars 2022. La diffusion est prévue pour 2023 au Royaume-Uni.
La série est diffusée en France en novembre-décembre 2023, à l'exception du 5e épisode Marée montante programmé le 22 décembre 2024, et ce après sa sortie dans le coffret DVD de la saison. 

### Épisode 1:A contre-courant
- Royaume-Uni : 29 janvier 2023 sur ITV
- France : 26 novembre 2023 sur France 3

- Royaume-Uni :
- France :

### Épisode 2:Un homme d'honneur
- Royaume-Uni : 5 février 2023 sur ITV
- France : 3 décembre 2023 sur France 3

### Épisode 3:Au nom de la loi
- Royaume-Uni : 12 février 2023 sur ITV
- France : 10 décembre 2023 sur France 3

### Épisode 4:Une soirée funeste
- Royaume-Uni : 19 février 2023 sur ITV
- France : 17 décembre 2023 sur France 3

### Épisode 5:Marée montante
- Royaume-Uni : 26 décembre 2023 sur ITV
- France : 22 décembre 2024 sur France 3

## Treizième saison (2024)
Seul le premier épisode Délit de fuite a été diffusé en France.

### Épisode 1:Délit de fuite
- Royaume-Uni : 7 janvier 2024 sur ITV
- France : 24 novembre 2024 sur France 3

### Épisode 2:La seconde fille
- Royaume-Uni : 14 janvier 2024 sur ITV
- France :

### Épisode 3:Une affaire familiale
- Royaume-Uni : 21 janvier 2024 sur ITV
- France :